# 7674 Kasuga
7674 Kasuga eller 1995 VO1 är en asteroid i huvudbältet som upptäcktes den 15 november 1995 av de båda japanska astronomerna Kazuro Watanabe och Kin Endate vid Kitami-observatoriet. Den är uppkallad efter den japanske buddhisten Ryo Kasuga.
Den tillhör asteroidgruppen Koronis.